# The Diamond Smugglers
The Diamond Smugglers é um livro de não-ficção escrito pelo autor britânico Ian Fleming. A obra foi baseada em duas semanas de entrevistas que Fleming fez com John Collard, um membro da Organização Internacional de Segurança de Diamantes, e conta sobre as atividades da organização para conter o contrabando ilegal de diamantes saindo de minas na África.
Fleming, mais conhecido por escrever os livros de James Bond, se interessou sobre contrabando de diamantes depois de ler um artigo no jornal The Sunday Times e realizou pesquisas próprias sobre o assunto, usando-as como pano de fundo para seu romance Diamonds Are Forever. Fleming manteve interesse no tópico e escreveu The Diamond Smugglers depois do editor do The Sunday Times sugerir que o autor escrevesse sobre a história da Organização Internacional de Segurança de Diamantes.
The Diamond Smugglers foi publicado no Reino Unido em novembro de 1957 pela editora Jonathan Cape, tendo sido o primeiro de dois livros de não-ficção escritos por Fleming. A recepção da crítica foi mista, mas muitos críticos acharam que o assunto abordado era interessante. Houve interesse em adaptar o livro para o cinema, porém isso nunca chegou a acontecer.

## Sinopse
The Diamond Smugglers é um relato do encontro de Ian Fleming com John Collard, um membro da Organização Internacional de Segurança de Diamantes (IDSO). O livro assume o formato de uma narrativa do primeiro encontro dos dois intercalada por uma entrevista entre Fleming e Collard, com este último sendo apresentado sob o pseudônimo de "John Blaize".
Collard conta como foi recrutado para a IDSO por sir Percy Sillitoe, ex-chefe do Serviço de Segurança Britânico, com quem tinha trabalhado antes. O livro aborda as atividades da IDSO desde o final de 1954 até sua operação ser encerrada em abril de 1957, quando seu trabalho terminou. Collard explica que a organização tinha sido estabelecida pela instigação de sir Philip Oppenheimer, o presidente da empresa de diamantes De Beers, por causa de um relatório da Interpol afirmando que dez milhões de libras em diamantes eram contrabandeadas anualmente da África, bem como quantias adicionais oriundas de Serra Leoa, África Ocidental Portuguesa, Costa do Ouro e Tanganica.
Collard dá um histórico das operações da IDSO e também conta vários casos de contrabando de diamantes que ele e a organização lideram. Estes incluem agentes disfarçados se infiltrando nas gangues de contrabandistas e outros agentes se passando por compradores à procura de pedras mais baratas e ilegais. Collard fala sobre uma investigação na Libéria, um país sem minas de diamantes mas que mesmo assim era um grande exportador. Sendo vizinho de Serra Leoa, todos os diamantes da Libéria tinham sido minerados no outro país e contrabandeados pela fronteira. Um senador liberiano afirmou ser dono de uma mina de diamantes de onde muitas das pedras vinham, com a IDSO visitando a suposta mina e realizando pesquisas geológicas para provar que não existiam minérios de diamante no local. Também há descrições de algumas das principais figuras envolvidas.

## Antecedentes e escrita

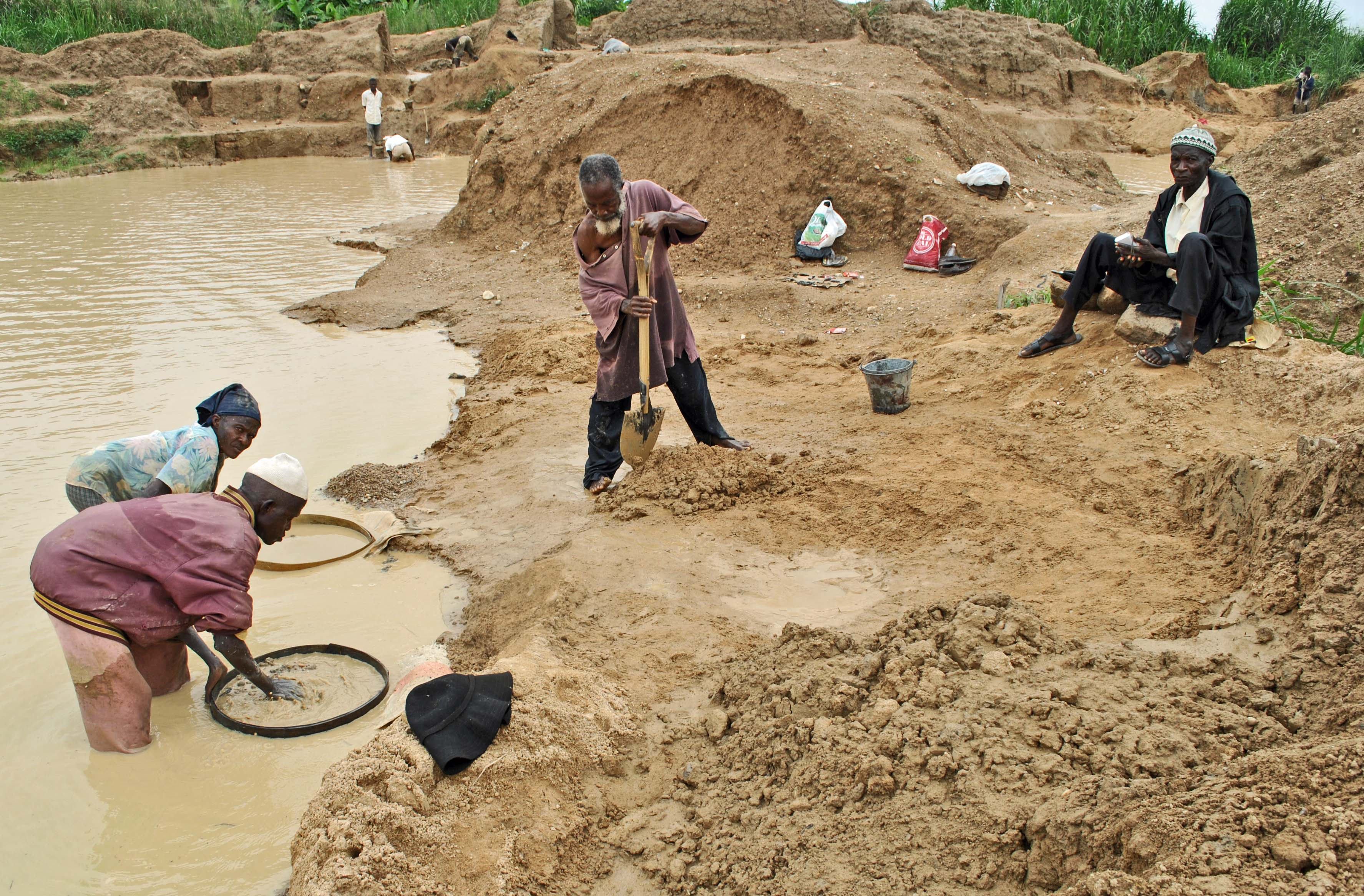
Mineiros serra-leoneses peneirando à procura de diamantes em 2011

O autor britânico Ian Fleming tinha até 1954 publicado dois romances estrelados por seu personagem James Bond: Casino Royale em 1953 e Live and Let Die em 1954. Um terceiro, Moonraker, tinha sido escrito entre janeiro e fevereiro do mesmo ano. Fleming trabalhava no jornal The Sunday Times como jornalista e gerente estrangeiro, responsável por lidar com a cobertura internacional do jornal, incluindo nomear correspondentes. Naquele ano ele leu no The Sunday Times um artigo sobre contrabandos de diamantes de Serra Leoa, considerando este tópico um possível assunto para um romance de Bond. Fleming entrou em contato com Philip Brownrigg, um antigo amigo seu do Colégio Eton e na época um executivo da De Beers. Brownrigg arranjou para que o autor visitasse o Clube de Diamantes de Londres para ver diamantes sendo selecionados e polidos. Brownrigg também arranjou um encontro de Fleming com sir Percy Sillitoe, ex-chefe do Serviço de Segurança e que na época era o chefe da Organização Internacional de Segurança de Diamantes (IDSO). O autor usou boa parte dessa pesquisa para seu romance Diamonds Are Forever, publicado em 1956.
Fleming manteve interesse no contrabando de diamantes. Sillitoe sugeriu a Denis Hamilton, o editor do The Sunday Times, que o jornal deveria publicar uma história sobre a IDSO, assim Hamilton pediu que Fleming a escrevesse. Sillitoe ofereceu que Fleming entrevistasse John Collard, seu vice e um oficial aposentado do Serviço de Segurança. Collard tinha ajudado no planejamento da Operação Overlord durante a Segunda Guerra Mundial como parte do MI11, o departamento do Diretório de Inteligência Militar britânico responsável por contraespionagem. Ele se juntou ao Serviço de Segurança ao final da guerra com Sillitoe como seu chefe e desempenhou um papel importante na identificação do espião Klaus Fuchs. Sillitoe pediu em 1954 que ele se juntasse à IDSO.
Collard e Fleming se encontraram em 13 de abril de 1957 em Tânger, no Marrocos. O autor achou Collard um "herói relutante, como os melhores agentes secretos do Reino Unido". Para esconder o verdadeiro motivo de estarem ali, Fleming espalhou a história na comunidade falante de inglês que Collard era um especialista em coelacanthiformes e que os dois estavam escrevendo uma história sobre esses peixes. Eles passaram duas semanas discutindo a questão do contrabando de diamantes, com Collard explicando usando uma série de notas que tinha escrito com antecedência. Fleming depois ditava uma média de cinco mil palavras por dia para uma secretária.
O manuscrito foi enviado em abril de 1957 para que fosse revisado pelo autor William Plomer, que fez o mesmo trabalho para todos os romances de Bond. Fleming, em suas correspondências com Plomer, chamou o livro pelo título provisório de The Diamond Spy e afirmou que tinha aproximadamente quarenta mil palavras, mas que o trabalho final também poderia incluir alguns mapas e fotografias. O ilustrador Bip Pares fez os mapas e um deles também foi publicado no The Sunday Times. Plomer chegou a fazer vários comentários no manuscrito, incluindo em duas passagens que ele achou que precisavam ser reescritas porque poderiam ser difamatórias.
Fleming continuou trabalhando. Ele enviou cópias para a De Beers e Selection Trust, esta a proprietária de várias mineradoras africanas. Algumas pequenas mudanças foram pedidas, mas as empresas lhe disseram que estavam satisfeitas com os resultados. Sillitoe telefonou Fleming pouco depois afirmando que companhias tinham entrado em contato com ele e pressionado para que mudanças fossem feitas. A De Beers fez objeção a várias partes e ameaçou processar Fleming e o The Sunday Times, fazendo com que boa parte do material fosse removido. Sillitoe escreveu uma introdução para o livro, mas esta não foi aprovada pela Anglo American, a empresa-mãe da De Beers, assim uma outra introdução foi escrita por Collard. Fleming ficou decepcionado com o produto final e escreveu em sua cópia pessoal do livro que "Era uma boa história até todas as possíveis difamações serem cortadas. ... É jornalismo adequado, mas um livro pobre e necessariamente um tanto 'inventado' apesar dos fatos serem verdadeiros".

## Recepção

### Publicação
O The Sunday Times serializou o livro com artigos ilustrados no decorrer de seis semanas entre 15 de setembro e 20 de outubro de 1957. O material nos artigos era menor do que no livro, enquanto nada do oitavo capítulo, "The Heart of the Matter", foi incluído na serialização. The Diamond Smugglers foi publicado em formato de livro no Reino Unido em 29 de novembro de 1957 em uma edição de capa dura pela editora Jonathan Cape, tendo 160 páginas e custando doze xelins e seis pêni. A primeira tiragem era de nove mil cópias. Uma versão em brochura foi publicada pela Pan Books no Reino Unido em fevereiro de 1960, custando dois xelins e seis pêni e com uma tiragem de cinqueta mil unidades. Uma segunda tiragem de 125 mil cópias foi necessária até outubro de 1963. O livro foi publicado nos Estados Unidos em 13 de maio de 1958 pela Macmillan ao custo de 3,50 dólares; houve poucas mudanças em relação a edição britânica. Uma versão em brochura foi publicada nos Estados Unidos em 1964 pela Collier Books. The Diamond Smugglers foi a primeiro de apenas duas obras de não-ficção escritas por Fleming, com a segunda tendo sido o livro de viagem Thrilling Cities em 1963.

### Crítica
The Diamond Smugglers teve uma recepção mista pela crítica. Vários críticos acharam que o assunto era interessante, incluindo Michael Crampton do The Sunday Times, que escreveu que era um "relato emocionante e ricamente fascinante". John Barkham do The New York Times também achou que o assunto era interessante, porém o resultado final era "um livro irregular". Cedric Brudenell-Bruce, Conde de Cardigan, foi chamado pelo The Times Literary Supplement para escrever uma resenha, comentando que "o livro é montado com a habilidade que se esperaria do Sr. Fleming" e que o resultado era uma "leitura muito interessante". Anthony Sampson do The Observer achou que o livro tinha um "brilho", adicionando que "é frequentemente difícil lembrar que não estamos ouvindo o seu antigo herói, Sr. James Bond". A revista The Economist achou que o tópico era interessante, mas considerou que apesar de muitas histórias "serem boas leituras ... elas não são novas" e muitas já tinham aparecido nos tribunais.
Vários críticos acharam que Fleming tinha escrito um livro que, apesar de "parecer verdadeiro como um fato, é ao mesmo tempo tão divertido quanto qualquer ficção", de acordo com Crampton. Sampson concordou com essa observação e também achou que a obra incluía "vários fios que são dignos das melhores histórias de espionagem". Por outro lado, Dan Jacobson do The Spectator achou que as operações descritas eram de natureza tediosa e que Fleming teve dificuldades de deixá-las interessantes para o leitor, com isto resultando em um trabalho que tentava a alcançar a atmosfera de um suspense mas com um material que não se adequava a uma grande aventura.

## Possível adaptação
A The Rank Group ofereceu 13,5 mil libras pelos direitos cinematográficos de The Diamond Smugglers pouco depois de sua publicação, com Fleming aceitando e dizendo que escreveria um rascunho completo da história por um adicional de mil libras. Vários artigos de jornal contemporâneos se referiram ao projeto como "The Diamond Spy". O produtor George Willoughby e o ator Richard Todd adquiriram os direitos da Rank. Os dois contrataram o escritor Jon Cleary para escrever um roteiro, que foi finalizado em outubro de 1964 e manteve-se fiel ao espírito do livro ao mesmo tempo que continha elementos semelhantes aos filmes de James Bond. O escritor Kingsley Amis também foi contratado como consultor, afirmando em uma carta ao autor Theo Richmond em dezembro de 1965 que estava passando por "um momento horrível" escrevendo um rascunho para Willoughby. W. H. Canaway, coautor do roteiro do filme The Ipcress File, também foi contratado para trabalhar no roteiro. O diretor John Boorman esteve brevemente envolvido. A Anglo Amalgamated Film Distributors e a Anglo Embassy Productions demonstraram interesse no início de 1966, mas o projeto foi abandonado nesse mesmo ano.

### Citações
1. 1 2 3  Fleming 1960.
2. 1 2   «John Collard». The Times. Londres. 13 de novembro de 2002. p. 38
3. ↑  Lycett 1996, p. 258.
4. ↑   «The Books». Ian Fleming Publications. Consultado em 30 de novembro de 2024. Arquivado do original em 10 de agosto de 2015
5. ↑  Benson 1988, p. 11.
6. ↑  Lycett 1996, pp. 168, 212.
7. 1 2 3  Chancellor 2005, p. 84.
8. ↑  Benson 1988, p. 31.
9. ↑  Pearson 1967, p. 299.
10. ↑  Cockerill 1975, p. 192.
11. ↑   Simkins, Anthony (2004). «Sillitoe, Sir Percy Joseph». Oxford Dictionary of National Biography. Oxford University Press. doi:10.1093/ref:odnb/36092
12. 1 2  Lycett 1996, p. 310.
13. ↑  Benson 1988, p. 18.
14. ↑  Druce 1992, p. 62.
15. 1 2  Lycett 1996, p. 312.
16. ↑  Chancellor 2005, p. 171.
17. ↑  Parker 2014, p. 235.
18. ↑  Fleming 1960, p. 21.
19. ↑  Benson 1988, p. 16.
20. ↑  Lycett 1996, p. 313.
21. ↑  Fleming 2015, p. 169.
22. 1 2  Fleming 2015, p. 171.
23. ↑  Chancellor 2005, p. 45.
24. 1 2 3 4  Gilbert 2012, p. 466.
25. 1 2   Fleming, Ian (15 de setembro de 1957). «The Diamond Smugglers: The Million Carat Network». The Sunday Times. Londres. pp. 12–13
26. ↑  Fleming 2015, p. 172.
27. 1 2 3  Benson 1988, p. 17.
28. 1 2  Fleming 2015, p. 167.
29. ↑  Lycett 1996, p. 316.
30. ↑  Chilvers 1939, p. 227.
31. ↑  Falls 2014, p. 30.
32. ↑   Fleming, Ian (20 de outubro de 1957). «The Diamond Smugglers: 'Monsieur Diamant'». The Sunday Times. Londres. p. 11
33. ↑  Gilbert 2012, p. 467.
34. 1 2  Gilbert 2012, p. 468.
35. 1 2   «All that Glitters». The Economist. 185 (5964). Londres. 14 de dezembro de 1957. pp. 955–956
36. ↑  Gilbert 2012, p. 472.
37. ↑  Gilbert 2012, p. 474.
38. 1 2 3   Barkham, John (22 de junho de 1958). «Dark Dees and Glittering Gems». The New York Times. Nova Iorque. p. BR17
39. ↑  Gilbert 2012, p. 475.
40. ↑  Chancellor 2005, p. 243.
41. 1 2   Crampton, Michael (1 de dezembro de 1957). «Smuggling the Sparklers». The Sunday Times. Londres. p. 8
42. ↑   Brudenell-Bruce, Cedric (17 de janeiro de 1958). «The Lure of Diamonds». The Times Literary Supplement. Londres. p. 33
43. 1 2 3   Sampson, Anthony (15 de dezembro de 1957). «Monsieur Diamant». The Observer. Londres. p. 12
44. ↑   Saunders, Ted (1 de março de 1958). «Tracking Down the Diamond Smugglers: A Three Years' Investigation». The Age. Melbourne. p. 20
45. ↑   Jacobson, Dan (13 de dezembro de 1957). «Not so Sparkling». The Spectator. 199 (6755). Londres. pp. 844–845
46. ↑  Lycett 1996, p. 317.
47. 1 2 3   Duns, Jeremy (7 de março de 2010). «Ian Fleming's Book About Gem Smuggling in South Africa is as Thrilling as Bond, and Should Have Been a Blockbuster Film Starring Steve McQueen. So What Went Wrong?». The Sunday Times. Londres. pp. 4–5
48. 1 2   «International Sound Track». Variety. 236 (1). 26 de agosto de 1964. p. 14
49. ↑  Amis 2000, p. 665.
50. ↑   «Joe's Ian». Films and Filming. 12 (3). 1966. p. 47